# Frontier Corps
Frontier Corps (ourdou : سرحد واہنی) désigne les troupes paramilitaires liées à l'armée pakistanaise et chargées de la protection de la frontière occidentale du Pakistan. Constituant une force de 80 000 soldats, ils sont implantés dans les provinces du Baloutchistan et de Khyber Pakhtunkhwa, ainsi que dans les régions tribales. Faisant face à l'Iran et surtout à l'Afghanistan, le long d'une frontière s'étendant sur plus de 3 000 kilomètres, ils sont donc situés dans une zone sensible et jouent donc un rôle majeur dans la sécurité du pays.
Créée en 1907 à l'époque de la domination britannique, la force paramilitaire agrège des milices et diverses organisations locales et tribales et a été un « outil » efficace des autorités britanniques puis pakistanaises pour assurer le contrôle de la frontière face aux menaces extérieures, mais aussi pour appuyer des opérations extérieures de l'autre côté de la frontière.

## Histoire

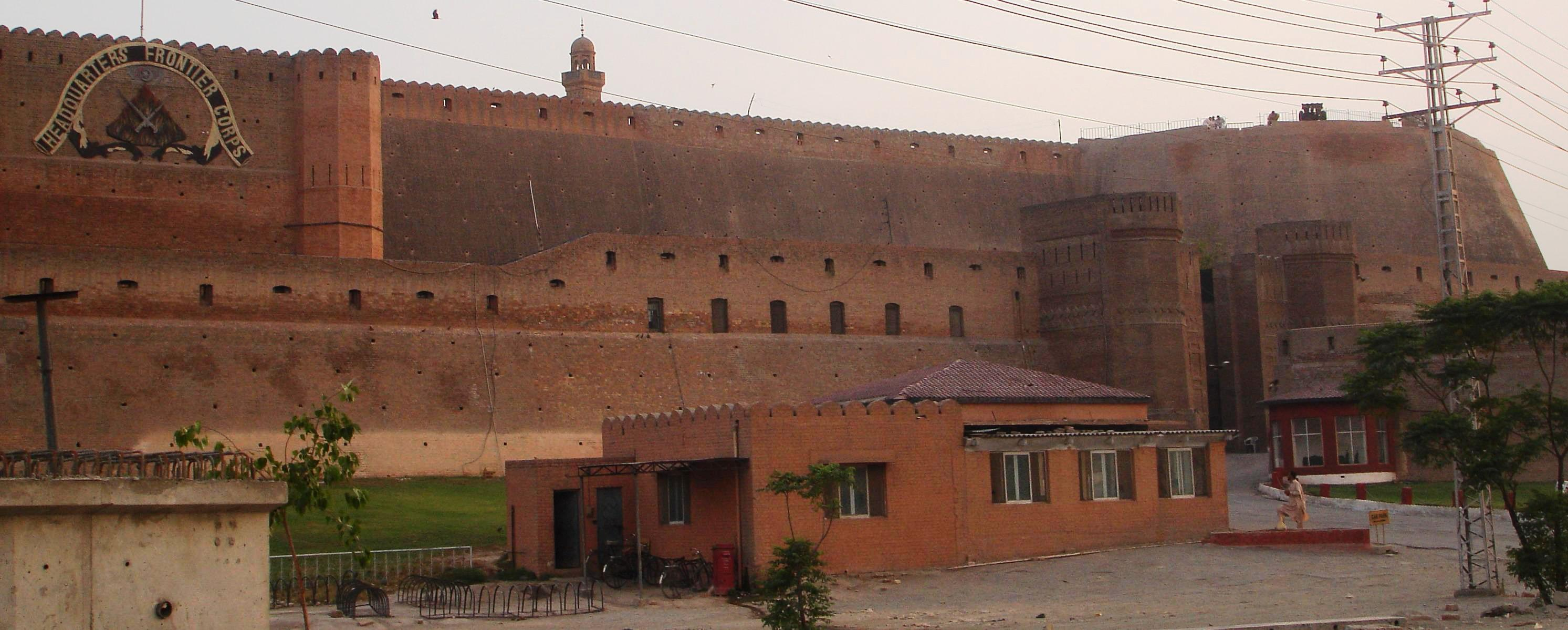
Quartier-général des Frontier Corps de Khyber Pakhtunkhwa, à Peshawar.

Les Frontier Corps ont été constitués en 1907, à la suite des efforts de George Curzon qui fut gouverneur général des Indes dans le but d'organiser diverses milices formées auprès de tribus locales, dans les régions tribales et le Baloutchistan. Le but était de créer une force protégeant la frontière entre le Raj britannique et l'Afghanistan en fédérant les tribus loyales à l'administration britannique. Les unités la formant étaient commandées et formées par des officiers britanniques, et leur salaire était relativement bon. 
À l'indépendance du Pakistan, le 14 août 1947, les Frontier Corps basculent immédiatement sous le contrôle du nouveau gouvernement pakistanais, en tant que branche de l'armée pakistanaise. Les autorités vont ensuite s’efforcer de développer cette force en y intégrant de nouvelles milices locales situées à proximité de la frontière occidentale du Pakistan. S’étendant sur près de trois mille kilomètres, les FC sont ensuite divisés en deux branches, l'une située dans le Balouchistan, l'autre dans les régions tribales et la Province de la Frontière-du-Nord-Ouest, chacune d'entre elles étant dirigée par un Inspector-General (IG) différent, un Major-général issu de l'armée pakistanaise. Les deux branches ont aussi un quartier-général différent, l'un situé à Quetta et l'autre à Peshawar.

## Rôle et organisation

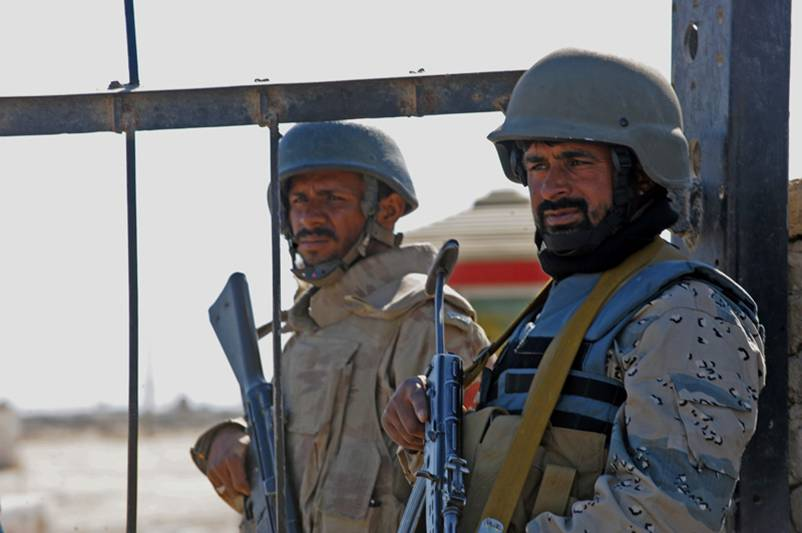
Un soldat des Frontier Corps à droite, et un soldat afghan à gauche, situés à un poste de contrôle en 2010.

Les Frontier Corps ont depuis leur origine comme rôle de protéger la frontière occidentale du Raj britannique puis du Pakistan, face à l'Afghanistan puis à l'Iran à la suite de son extension géographique. La force paramilitaire est donc chargée du contrôle frontalier des individus et des marchandises traversant la frontière, et de la sécurité dans les régions proches. Elle est le pendant occidental des rangers, qui eux sont chargés de la frontière avec l'Inde. Ils surveillent les flux entrants afin de lutter contre les menaces extérieures, ainsi que contre la contrebande et les divers trafics. Toutefois, ils ont aussi eu une influence extérieure, quand le gouvernement et l'armée s'en sont servis pour soutenir depuis le territoire pakistanais l’insurrection moudjahidine contre l'URSS lors de la première Guerre d'Afghanistan, puis les talibans. 
Les deux branches des Frontier Corps sont deux entités séparées, chacune dirigée par un Inspector-General (IG) différent, un Major-général issu de l'armée pakistanaise. Elles sont directement intégrées à l'armée pakistanaise, et théoriquement sous le contrôle du ministère fédéral de l'intérieur. Quelque 80 000 personnes constituent cette force : elles sont recrutées localement et sont formées par l'armée pakistanaise. Leur uniforme est souvent traditionnel et leur équipement léger (fusils HK G3 ou AK-47, roquettes antichars RPG-7, ou artillerie légère).